# Orthaea peregrina
Orthaea peregrina är en ljungväxtart som beskrevs av A. C. Smith. Orthaea peregrina ingår i släktet Orthaea och familjen ljungväxter. Inga underarter finns listade i Catalogue of Life.